# بنك عام
البنك العام هو بنك، مؤسسة مالية، تكون فيه الدولة أو البلدية أو الجهات الفاعلة العامة هي المالكة. إنه مشروع تحت السيطرة الحكومية. من بين النماذج البارزة للمصرفية العامة الحالية بنك داكوتا الشمالية، ومجموعة سباركاسن المالية في ألمانيا، وأنظمة البنوك البريدية في العديد من الدول.
انتشرت البنوك العامة أو المملوكة للدولة عالمياً في أواخر القرن التاسع عشر وأوائل القرن العشرين كعوامل حيوية في التحول الصناعي في البلدان الرأسمالية والاشتراكية على حد سواء؛ وحتى عام 2012، كانت البنوك الحكومية لا تزال تملك وتسيطر على ما يصل إلى 25 في المائة من إجمالي الأصول المصرفية العالمية.
يحتج مؤيدو المصرفية العامة بأن صناع السياسات يمكنهم إنشاء بنوك في القطاع العام لتقليل تكاليف الخدمات الحكومية والبنية التحتية؛ وحماية ومساعدة البنوك المحلية؛ وتقديم الخدمات المصرفية للأشخاص والكيانات التي لا يخدمها القطاع المصرفي الخاص بشكل كافٍ؛ وتعزيز أنواع معينة من التنمية الاقتصادية التي تعكس المفاهيم المشتركة للكيانات السياسية حول الخير الاجتماعي. أشارت أجندة عمل أديس أبابا لتمويل التنمية لعام 2015 إلى أن البنوك العامة يجب أن تلعب دوراً مهماً في تحقيق أهداف التنمية المستدامة الجديدة. بشكل متزايد، تعترف المؤسسات المالية الدولية الكبرى بالدور الإيجابي والمحفز الذي يمكن أن تخدمه البنوك العامة في التحول القادم نحو مقاومة المناخ منخفض الكربون. علاوة على ذلك، تحتج المنظمات غير الحكومية الدولية والباحثون النقديون بأن البنوك العامة يمكن أن تلعب دوراً مهماً في تمويل الانتقال الطاقي العادل والمنصف.

## تعريفات المصرفية العامة
وفقاً لمعهد المصرفية العامة، "[البنك العام] هو بنك إيداع مرخص تُودع الأموال العامة فيه. البنك العام مملوك من قبل وحدة حكومية - ولاية أو مقاطعة أو مدينة أو قبيلة - ومكلف بخدمة مهمة عامة تعكس قيم واحتياجات الجمهور الذي يمثله." وفقاً لإلين براون، فإن الملكية العامة للبنك تختلف عن اشتراكية الدولة في أن الأخيرة هي ملكية الحكومة لوسائل الإنتاج، بينما تتضمن المصرفية العامة الإشراف الحكومي على نظام الائتمان والخصم الذي يسهل التبادل الاقتصادي، بما في ذلك تبادل الأسواق الحرة.

### البنوك العامة مقارنة بالاتحادات الائتمانية
البنوك العامة مملوكة ومدارة من قبل الحكومات، بينما الاتحادات الائتمانية هي كيانات خاصة مملوكة بشكل جماعي من قبل أعضائها. في الولايات المتحدة، يحظر القانون الفيدرالي على الاتحادات الائتمانية تقديم قروض تجارية تتجاوز 12.25% من إجمالي أصولها. هذا يمنع فعلياً الاتحادات الائتمانية من العمل كمؤسسات تصدر الائتمان بشكل أساسي.

## كيف تعمل البنوك العامة
للبنوك العامة مجموعة متنوعة من النماذج. من الممكن رسملة البنك العام من خلال استثمار أولي من قبل المدينة أو الولاية، بالإضافة إلى إيرادات الضرائب والرسوم. يمكن للبنك العام، مثل البنك الخاص، أن يأخذ الإيرادات الضريبية وغيرها من الدخل الحكومي كودائع، وإنشاء المال في شكل ائتمان مصرفي، والإقراض بأسعار فائدة منخفضة جداً. حيث تلتزم البنوك الخاصة بنموذج أعمالها للاستفادة من أسعار الفائدة المنخفضة عبر فرض أسعار أعلى على المقترضين، فإن البنك العام ليس لديه مساهمون للدفع لهم، وبالتالي يمكنه تمرير الأسعار المنخفضة إلى المقترضين مثل الوكالات العامة والشركات المحلية والمقيمين والطلاب. في الوقت نفسه، نظراً لأن الكثير من تمويل البنك العام يأتي من الودائع الحكومية التي كانت ستحصل على عائد أكبر من بنك خاص، فهناك دعم مخفي يعمل كتحويل من دافعي الضرائب إلى المقترضين. يمكن للبنوك العامة أيضاً الشراكة مع (ضمان أو كفالة قروض) البنوك المحلية لتمويل مشاريع قد لا تحصل على تمويل بطريقة أخرى. مثل هذه الشراكة مع البنوك المحلية تقود ممارسي المصرفية العامة للقول، مثل رئيس بنك داكوتا الشمالية إريك هاردماير، أن البنوك العامة هي شركاء، وليس منافسين، مع المؤسسات المالية الخاصة المحلية.
بنوك التوفير العامة، مثل البنوك البريدية، تقدم عادة حسابات توفير فردية وسندات توفير وحوالات وخدمات أخرى. حوالي ثلاثة من كل أربعة أنظمة بريدية في جميع أنحاء العالم تقدم مثل هذه الخدمات المصرفية، وقد وُجد مثل هذا النظام في الولايات المتحدة من 1911 إلى 1967.

## تاريخ المصرفية العامة

### التاريخ القديم
في العالم القديم، قبل ظهور الأسواق التي تعدل الأسعار، قدمت المعابد وأشرفت على الأوزان والمقاييس الحاسمة للتبادل. شمل النظام القانوني الموسع لبلاد ما بين النهرين إدارة الأسعار وأسعار الفائدة الثابتة المحددة بالعرف العام، مثل شيكل واحد لكل مينا، وهو معدل بقي مستقراً لألف عام.

### أوروبا في العصور الوسطى وعصر النهضة والحديثة
الأكثر بروزاً في القرن الرابع عشر، كانت مونس بيتاتيس (جبل التقوى) مؤسسات خيرية ائتمانية أقرضت المال بفوائد منخفضة أو بدون فوائد، مقابل ضمان الأشياء المتروكة كرهن، بهدف معلن لحماية العملاء من الربا. استُخدمت الأرباح لدفع رواتب الموظفين وتوسيع نطاق عملهم الخيري. اتخذت المؤسسات شكل كيانات مستقلة أو شركات بلدية. بشكل دوري، طُبقت الأرباح الصافية من الفوائد على احتياطيات رأس مال الكيانات، مع استخدام الربح الفائض لخفض أسعار الفائدة في الدورة التالية.
خدمت أنواع كثيرة من البنوك الكنسية كبنوك عامة مبكرة. في مقالهما حول تاريخ الائتمان، تقول إليز ديرمينور ويان سفيتييف أن الهياكل الكنسية "(الأديرة، الأديرة النسائية، مونس بيتاتيس) يمكن أن تمدد الائتمان وتسجل المعاملات في دفاتر حساباتها الخاصة. كما مددت أبرشيات الرعايا الائتمان أيضاً."
شملت البنوك العامة الكاتالونية المبكرة طاولة الصرف (تأسست عام 1401 في برشلونة)، المصممة لجذب الودائع بعيداً عن البنوك الخاصة وتمويل الديون قصيرة الأجل؛ وبنكو دي سان جورجيو الأول والثاني (1408 و1530)، مع بيانات مهمة تعكس أهداف إطفاء الدين العام وتوجيه الممارسات المصرفية للخير العام؛ وبنكو ديلا بيازا دي ريالتو، البندقية (1587) لدفع الديون العامة؛ وبانش دي لا سيوتات (1609)، الذي يسمح بالاستخدام المحدود للعملة الأدنى من قبل عامة الناس.
في بقية أوروبا، وضع بنك أمستردام (1609) هدفاً لتبسيط وتوحيد العملات والصرف الآخر وسرعان ما انضمت إليه بنوك صرف هولندية أخرى، العديد منها نجا حتى القرن التاسع عشر. في ألمانيا وسويسرا، شكلت العديد من البلديات بنوكاً بين القرنين الخامس عشر والسابع عشر. نص ميثاق مجلس مدينة بازل على أن "يُؤسَّس مصرفنا البلدي لخدمة الصالح العام." كان بنك هامبورغ (1619) بنكاً عاماً مبنياً على نموذج أمستردام ولكن بدور ائتماني موسع ومخزن حبوب للمدينة.
ظهرت لاحقاً بنوك عامة مصدرة للعملة في السويد وإنجلترا وفرنسا وفيينا وبروسيا.

### ألمانيا المعاصرة
وفقاً لدراسات منظمة التعاون الاقتصادي والتنمية، يسيطر النظام المصرفي العام الألماني على 40% من إجمالي الأصول المصرفية في ألمانيا. وفقاً لجمعية البنوك العامة الألمانية (VOB)، بلغت الأصول الإجمالية للبنوك العامة في ألمانيا في نهاية عام 2016 حوالي 2,900 مليار يورو، والبنوك العامة الألمانية لديها 75,000 موظف.
البنوك الإقليمية في ألمانيا هي مجموعة من البنوك المملوكة للدولة تعمل بشكل أساسي في المصرفية بالجملة. سباركاسن هي بنوك توفير عامة تعمل بتفويض للخدمة العامة والتنمية المحلية. يمكن لأي شخص فتح حساب شخصي في بنك سباركاسن، وهي تقدم قروضاً للشركات الصغيرة ومشتري المنازل.
أشار نائب الرئيس التنفيذي لسباركاسه وولفرام موراليس إلى أن البنوك العامة لعبت دوراً رئيسياً في انتقال ألمانيا من طاقة الوقود الأحفوري المركزية إلى الطاقة المتجددة المتنوعة، وأن بنوك سباركاسن الألمانية كانوا مساهمين مهمين في انتقال الطاقة المتجددة.
تحتج كاتبة الشؤون المالية فرانسيس كوبولا بأن البنوك الإقليمية الألمانية في مراحل مختلفة من "التحول إلى زومبي"، غير فعالة وضعيفة الربحية، بعد الأزمة الاقتصادية العالمية لعام 2008. تحتج كوبولا أيضاً بأن بنوك سباركاسن تعاني من عوائد منخفضة للمدخرين وأرباح منخفضة ومنافسة متزايدة من المقرضين عبر الإنترنت. كتب كريغ جونسون لمعهد السياسة العامة لويلز بشكل مماثل محتجاً بأن بنوك سباركاسن واجهت مشاكل في تحقيق الأرباح بسبب عدم قدرتها على إعطاء عوائد قوية للمدخرين. ومع ذلك، تكتب إلين براون أن البنوك الإقليمية وسباركاسن زودت الاقتصادات المحلية في ألمانيا بالسيولة عندما توقفت البنوك الخاصة عن الإقراض وانخرطت بدلاً من ذلك في سلوكيات محفوفة بالمخاطر، سلوكيات ساعدت في التسبب في الانكماش الاقتصادي العالمي لعام 2008.

### أستراليا
تأسس بنك الكومنولث الأسترالي بموجب قانون بنك الكومنولث وافتتح في عام 1911. قبل الخصخصة (أصبح البنك مخصخصاً بالكامل في عام 1996)، كان بإمكان البنك إصدار ائتمان أستراليا للمواطنين في شكل قروض.

### كندا
تأسس بنك كندا كبنك خاص في عام 1934، ووأُمِّم في عام 1938 بتفويض للإقراض للحكومة الفيدرالية والمقاطعات. جعل هذا الإقراض الدين العام خالياً من الفوائد. في الحرب العالمية الثانية، موّل بنك كندا جهداً حربياً كبيراً، مما ساعد في إنشاء ثالث أكبر بحرية في العالم. بعد الحرب، دعم البنك الأراضي الزراعية والتعليم للمحاربين القدامى، وموّل البنية التحتية والمطارات والتكنولوجيا، وساعد الحكومة في إنشاء المعاشات التقاعدية والرعاية الطبية. بدءاً من الستينيات، بدأ بنك كندا في تقييد المعروض النقدي للأمة لكبح التضخم، وبحلول عام 1974 لم يعد البنك يقرض للحكومة.

### الولايات المتحدة في القرنين السابع عشر والثامن عشر والتاسع عشر
في القرنين السابع عشر والثامن عشر، بدأت الجمعيات الاستعمارية الحاكمة في المستعمرات الثلاث عشرة في تولي وظائف الإقراض للبنوك لتوليد الإيرادات وتمويل الزراعة والتنمية. أنشأت الحكومات مكاتب تسمى "بنوك الأراضي"، وأصدرت وأقرضت العملة الورقية. كانت القروض تعود وفق جدول دفع منتظم لمنع التضخم وضمان الالتزام بالجنيه الإسترليني الإنجليزي. كانت الضرائب المنخفضة الناتجة عن آليات التمويل العام هذه مسؤولة جزئياً عن التوسع الاقتصادي السريع للمستعمرات. سمح بنك بنسلفانيا، المرخص في عام 1793، للولاية باستخدام أرباحها لتمويل النفقات الحكومية دون أي ضرائب مباشرة لمدة 40 عاماً التالية.
في الجزء الأول من أمريكا القرن التاسع عشر، قبل إغلاق البنك الثاني للولايات المتحدة، تسابقت الولايات لإنشاء بنوك عامة بالكامل أو جزئياً عامة. كان هناك تنوع كبير في مقدار ما هو عام وما هو خاص في تصميمها. في جميع الحالات تقريباً، أنشأت المجالس التشريعية للولايات بنوكاً مركزية لتوفير المال وتنظيم البنوك الأخرى في ولاياتها. بحلول عام 1831، رُخص أكثر من 400 بنك من خلال قوانين تشريعية محددة في الولايات الـ24 الموجودة. في كثير من الحالات، اتخذت المجالس التشريعية قرارات سياسية حول أنواع القروض والائتمانات التي يجب على هذه البنوك تقديمها. بعض هذه المؤسسات التي تديرها الدولة كررت نجاح بنوك الأراضي التابعة للجمعيات الاستعمارية في تلبية النفقات الحكومية. على سبيل المثال، غطى البنك المركزي لجورجيا جميع نفقات الولاية من 1828 إلى 1842.
بخصوص البنوك المختلفة المملوكة للدولة أو المشاركة فيها الدولة في الولايات المتحدة خلال النصف الأول من القرن التاسع عشر، تكتب سوزان هوفمان:
بين الطرفين المتطرفين للبنوك التجارية الخاصة في الغالب والبنوك المركزية الحكومية بالكامل تقريباً، وُجد تقريباً كل ترتيب يمكن تخيله. شاركت الدولة في ملكية بعض البنوك ولكن ليس في الحوكمة (بما يتجاوز تحديد دساتير البنوك). عندما كانت الدولة متورطة في حوكمة البنك، تراوح تمثيلها في مجلس الإدارة من الحد الأدنى إلى الأغلبية بالإضافة إلى الاختيار العام للرئيس. تكوَّن رأس مال البنوك الحكومية من مجموعات مختلفة من العملة المعدنية والرهون العقارية على الأراضي والعبيد والسندات الصادرة عن الولاية المرخصة أو ولايات أخرى أو الولايات المتحدة. فُوضت البنوك لتقديم نسب مختلفة من القروض التجارية مقابل العقارات والزراعة.
كان هناك بنكان حكوميان على الأقل مملوكان بالكامل للعامة: بنك ولاية فيرمونت، وبنك كنتاكي (الذي استُبدل لاحقاً ببنك كومنولث كنتاكي العام بنفس القدر). هذه البنوك، مثل بنك داكوتا الشمالية لاحقاً، كانت مملوكة بالكامل للولاية، ويحكمها مسؤولون معينون تشريعياً، وتعمل على ائتمان الولاية.

### بنك داكوتا الشمالية
بنك داكوتا الشمالية (BND) هو مؤسسة مالية مملوكة ومدارة من قبل الولاية، مقرها في بيسمارك، داكوتا الشمالية. بموجب قانون الولاية، البنك هو ولاية داكوتا الشمالية تعمل تحت اسم بنك داكوتا الشمالية. الولاية ووكالاتها مطلوبة لوضع أموالها في البنك.
أسس بنك داكوتا الشمالية الشعبويون الثوريون في الرابطة غير الحزبية، أو NPL، التي كانت منصتها "الملكية العامة للبنية التحتية الاقتصادية." فاقم محدودية الوصول إلى الائتمان أزمات المزارعين في السنوات الأخيرة من القرن التاسع عشر وكان أساسياً في الثورة الشعبوية الزراعية. استجابة لتلاعب الأسعار وهيمنة السوق من مينيابوليس وشيكاغو، دعت الرابطة إلى السيطرة الحكومية على المطاحن ومصاعد الحبوب والبنوك والصناعات الأخرى المتعلقة بالمزارع.
في البداية، كافح بنك داكوتا الشمالية من أجل الشرعية. بذلت بنوك مينيسوتا والساحل الشرقي جهوداً كبيرة لتقويض بنك داكوتا الشمالية. في عامي 1931 و1932، بلغت التأخيرات في ديون البنك ستة وستين بالمائة من إجمالي المستحق.
اليوم، يلعب بنك داكوتا الشمالية دوراً متكاملاً في التنمية الاقتصادية لداكوتا الشمالية. مهمته "تعزيز الزراعة والتجارة والصناعة" و"مساعدة وتطوير... المؤسسات المالية... داخل الولاية." نصف محفظة قروضه قروض تجارية وزراعية نشأت من البنوك المجتمعية، مع تمويل جزئي من بنك داكوتا الشمالية. هذا يسمح للبنك بتوسيع القدرة الإقراضية لصناعة المصرفية المجتمعية في داكوتا الشمالية ويقلل دور البنوك خارج الولاية في النظام المالي لداكوتا الشمالية. يمول بنك داكوتا الشمالية أيضاً إغاثة الكوارث والمزارع والبنية التحتية العامة والمدارس وقروض الطلاب. تُدفع مدفوعات الفوائد سنوياً للولاية كمدفوعات أرباح.
في عام 2017، سجل بنك داكوتا الشمالية أرباحاً قياسية للعام الرابع عشر على التوالي.
احتجت يولاندا ك. كودريتشي وتال إلماتاد من مركز السياسة العامة لنيو إنجلاند التابع لـبنك الاحتياطي الفيدرالي في بوسطن في تقرير عام 2011 بأن نموذج داكوتا الشمالية غير قابل للتطبيق على ماساتشوستس، التي لديها عدد سكان أكبر بكثير واحتياجات إقراض أكثر تعقيداً. يحتجان بأن تكاليف بدء بنك مملوك للدولة "قد تكون كبيرة"، وتتطلب "أموالاً تعادل تقريباً خُمس دين الالتزام العام للولاية." يخلصان أيضاً إلى أن إخفاقات السوق المعينة قد تستدعي "إنشاء بنك عام يختلف عن الموجود في داكوتا الشمالية..."

### شركة تمويل الإعمار
بين عامي 1932 و1957، قدمت شركة حكومية في الولايات المتحدة تسمى شركة تمويل الإعمار (RFC) الدعم المالي للحكومات الولائية والمحلية وقدمت قروضاً للبنوك وخطوط السكك الحديدية وجمعيات الرهن العقاري والشركات الأخرى. كانت قروض الشركة "ذاتية التصفية"، أي أنها استمدت الإيرادات من تدفقات الدخل التي أنشأتها القروض، مثل الرسوم من الجسور والأنفاق الممولة من الشركة. شملت المشاريع الممولة من شركة تمويل الإعمار جسر سان فرانسيسكو-أوكلاند وقناة كاليفورنيا المائية والجسور فوق نهر المسيسيبي وطريق بنسلفانيا السريع.

### حركات المصرفية العامة في الولايات المتحدة
بين الكساد الكبير والوقت الحاضر، حاولت عدة ولايات إنشاء بنوك عامة عبر الاستفتاءات أو التشريعات. غالباً ما عارضت هذه المحاولات غرف التجارة الولائية والمصالح المالية الخاصة الأخرى، مثل في السبعينيات عندما قدمت جمعية ولاية نيويورك تشريعاً لإنشاء بنك مملوك للدولة ولكن عارضته غرفة تجارة نيويورك وبورصة نيويورك.
في عامي 2016 و2017، ترشح عدة مرشحين على مستوى البلاد على منصات المصرفية العامة، وحقق بعضهم، مثل حاكم نيوجيرسي فيل ميرفي، النصر. دفع الاهتمام المتجدد بالبنوك العامة البلدية حركات في لوس أنجلوس وأوكلاند وسياتل وسانتا فيه وسان فرانسيسكو ومدن أخرى. في الوقت نفسه، أدت تحركات الولايات نحو تقنين الحشيش، بسبب التعقيدات في الودائع المصرفية والمعاملات المالية المتعلقة بالحشيش، إلى دعوات لبنوك مملوكة للولاية والمدينة لخدمة أعمال الحشيش، وبلغت ذروتها بإقرار مجلس شيوخ ولاية كاليفورنيا مشروع قانون في عام 2018 لإنشاء مثل هذه البنوك. وقع الحاكم غافن نيوسوم مشروع القانون ليصبح قانوناً في 2 أكتوبر 2019.

### جهود المصرفية العامة في كاليفورنيا
وافقت الهيئة التشريعية لولاية كاليفورنيا على AB 857 (قانون المصرفية العامة) في 13 سبتمبر 2019. في 2 أكتوبر 2019، وقع الحاكم غافن نيوسوم AB 857 ليصبح قانوناً. يسمح AB 857 للحكومات المحلية ببدء بنكها العام الخاص - تحديداً، "تفويض إقراض الائتمان العام للبنوك العامة وتفويض الملكية العامة للأسهم في البنوك العامة لغرض تحقيق توفير التكاليف وتقوية الاقتصادات المحلية ودعم تنمية اقتصادية مجتمعية ومعالجة احتياجات البنية التحتية والإسكان للمحليات." صمم AB 857 تحالف كاليفورنيا للمصرفية العامة، وهي شبكة شعبية من النشطاء تمثل 10 مدن في كاليفورنيا، وقُدم في الهيئة التشريعية من أعضاء الجمعية ديفيد تشيو وميغيل سانتياغو في 19 فبراير 2019. حصل AB 857 على دعم شعبي واسع مع تأييد 180 نقابة عمالية رئيسية ومنظمات مدنية ومجتمعية والحزب الديمقراطي الكاليفورني لمشروع القانون. في إظهار للدعم من الحكومات المحلية، أقرت 17 مدينة ومقاطعة في كاليفورنيا قرارات محلية لتأييد AB 857، قانون المصرفية العامة، بما في ذلك: مدن لوس أنجلوس، سان دييغو، أوكلاند، لونغ بيتش، سانتا روزا، بيفرلي هيلز، بيركلي، ريتشموند، سانتا كروز، هنتنغتون بارك، يوريكا، وواتسونفيل، مقاطعات ألاميدا وسانتا كروز، ومدينة ومقاطعة سان فرانسيسكو.
في عام 2018، قدم مجلس مدينة لوس أنجلوس المقياس B، وهو مقياس اقتراع للسماح للوس أنجلوس بتشكيل بنك بلدي. قادت حملة المقياس B منظمة البنك العام لوس أنجلوس، وهي منظمة تطوعية تدعو لبنك بلدي في لوس أنجلوس. مع أربعة أشهر فقط للتنظيم وتمويل محدود، تمكن المقياس B من الحصول على 44 بالمائة من الأصوات، رغم أن المقياس لم يمر. في ضوء حقيقة أن عدة قضايا اقتراع تقدمية تتحدى المصالح التجارية الممولة جيداً تُدفن بانتظام بهوامش 3-1، كان هذا الأداء القوي أكثر إثارة للإعجاب. وصف مجلس تحرير لوس أنجلوس تايمز البنك العام بأنه "محفوف بالمخاطر ومكلف وإهدار محتمل لأموال دافعي الضرائب"، بينما سلط كاتب مساهم في لوس أنجلوس تايمز أوبينيون والمحرر التنفيذي لـAmerican Prospect الضوء على نجاح بنك داكوتا الشمالية ونظام المصرفية العامة الألماني البالغ من العمر 250 عاماً في الدعم المتزايد لبنك عام في لوس أنجلوس، قائلاً "لن تعطي أي نظرة جدية لمعروض الإسكان في لوس أنجلوس أو مناخ الأعمال الصغيرة فيها أي شخص انطباعاً بأن البنوك الضخمة الموجودة لدينا مهتمة بجعل المدينة عظيمة مرة أخرى. سيتطلب ذلك التزاماً مخصصاً للاستثمار المحلي... من المحتمل أن تواجه أي مؤسسة عامة جديدة مثل هذه العقبات. كانت الجدة رأس مال كاليفورنيا التجاري منذ تأسيسها، وعندما تقترن بالموهبة والحكم، أنتج الابتكار عدة من مؤسسات الولاية المميزة."
في مارس 2019، نشر مكتب أمين الخزانة وجابي الضرائب في سان فرانسيسكو دراسة جدوى من 151 صفحة لبنك عام. حللت الدراسة ثلاثة مناهج لبدء بنك عام في سان فرانسيسكو، مع تخصيص مقدر مطلوب للبنك لتحقيق التعادل بين 184 مليون دولار و3.9 مليار دولار، ولكنها تسلط الضوء على "أنه من المهم ملاحظة أن طول الوقت الذي يتوقعه النموذج لتحقيق التعادل السنوي للبنك يعتمد على مجموعة متنوعة من العوامل مثل النفقات والإيرادات ومعدلات النمو. يمكن أن يؤدي تعديل أي من هذه الرافعات إلى تقصير أو إطالة الوقت الذي يستغرقه نموذج البنك لتحقيق التعادل للسنة لأول مرة."

### جهود المصرفية العامة في نيويورك
قُدم قانون المصرفية العامة في نيويورك، أو S5565C، من عضو مجلس شيوخ ولاية نيويورك جيمس ساندرز الابن في عام 2019. سيسمح القانون بوجود البنوك العامة، ويوضح كيف ستعمل، ويتطلب منها التأسيس كـشركة منفعة.